# Битка код Нисибиса (217)
Битка код Нисибиса вођена је 217. године између партских снага под краљем Артабаном IV са једне и римских снага под царем Макрином са друге стране.

## Битка
Битка је трајала три дана и резултирала страховитим губицима на обе стране, и у тактичком смислу завршила без победника. Међутим, војнички неискусни и деморализовани Макрин је након ње пристао на раније неприхватљиве мировне услове и предају многих римских територија на источној граници, због чега је у стратешком и моралном смислу представљала партску победу. Неколико година касније је Партско царство срушено од стране Сасанида, због чега је ова битка била последњи велики окршај Римско-партских ратова.